# Лёгкая атлетика на летних Олимпийских играх 2024 — бег на 10 000 метров (мужчины)
Соревнования по бегу на 10 000 метров у мужчин на Олимпийских играх 2024 года прошли 2 августа в Париже (Франция) на «Стад де Франс».
Олимпийским чемпионом 2021 года в беге на 10 000 метров являлся Селемон Барега из Эфиопии.
Золото выиграл чемпион мира 2019, 2022 и 2023 годов и рекордсмен мира на этой дистанции Джошуа Чептегеи. Для него это второе олимпийское золото, на Играх 2020 года в Токио он победил на дистанции 5000 метров, а на дистанции 10 000 метров был вторым. Чептегеи стал первым в истории Уганды двукратным олимпийским чемпионом, а также первым спортсменом, выигравшим более 2 олимпийских медалей.

## Призёры
| Золото                 | Серебро                | Бронза          |
| Джошуа Чептегеи Уганда | Бериху Арегави Эфиопия | Грант Фишер США |

## Рекорды
До начала соревнований действующими были следующие рекорды
| Мировой рекорд                 | Джошуа Чептегеи Уганда  | 26:11.00 | Валенсия (Испания) | 7 октября 2020  |
| Олимпийский рекорд             | Кенениса Бекеле Эфиопия | 27:01.17 | Пекин (Китай)      | 17 августа 2008 |
| Лучший результат сезона в мире | Йомиф Кеджелча Эфиопия  | 26:31.01 | Нерха (Испания)    | 14 июня 2024    |

## Отбор на Олимпийские игры
Отборочный норматив — 27:00.00. Для участия в Олимпийских играх спортсмены должны были выполнить его в период с 31 декабря 2022 года по 30 июня 2024 года. Допускалось выполнение норматива в беге на 10 км по шоссе. Также на Игры квалифицировались 8 сильнейших спортсменов в мировом рейтинге в легкоатлетическом кроссе. Общее количество мест, выделенное World Athletics для этого вида — 27. В случае, если норматив показало меньшее число спортсменов, международная федерация добирала их до нужного значения на основании результатов, показанных в ходе квалификационного периода.
Каждая страна имела возможность выставить на старт не более 3 легкоатлетов.

## Расписание
| Дата           | Время | Раунд соревнований |
| -------------- | ----- | ------------------ |
| 2 августа 2024 | 21:20 | Финал              |

Время местное (UTC+2:00)

## Результаты
Обозначения: WR — Мировой рекорд | OR — Олимпийский рекорд | AR — Рекорд континента | NR — Национальный рекорд | WL — Лучший результат сезона в мире | PB — Личный рекорд | SB — Лучший результат в сезоне | DNS — Не стартовал | DNF — Не финишировал | DQ — Дисквалифицирован

Финальный забег состоялся 2 августа 2024 года. На старт вышли 25 участников из 14 стран.
Джошуа Чептегеи из Уганды стал двукратным олимпийским чемпионом, установив новый олимпийский рекорд — 26:43.14. Предыдущее достижение Кененисы Бекеле (27:01.17) превзошли сразу 13 участников финала. Тьери Ндикумвенайо из Испании, Адриан Вилдсхютт из ЮАР и Джимми Грессье из Франции обновили национальные рекорды.
| Место | Спортсмен             | Страна                       | Результат | Примечания |
| ----- | --------------------- | ---------------------------- | --------- | ---------- |
| 1     | Джошуа Чептегеи       | Уганда                       | 26:43.14  | OR, SB     |
| 2     | Бериху Арегави        | Эфиопия                      | 26:43.44  |            |
| 3     | Грант Фишер           | США                          | 26:43.46  | SB         |
| 4     | Мохаммед Ахмед        | Канада                       | 26:43.79  | SB         |
| 5     | Бенард Кибет          | Кения                        | 26:43.98  | PB         |
| 6     | Йомиф Кеджелча        | Эфиопия                      | 26:44.02  |            |
| 7     | Селемон Барега        | Эфиопия                      | 26:44.48  |            |
| 8     | Джейкоб Киплимо       | Уганда                       | 26:46.39  | SB         |
| 9     | Тьери Ндикумвенайо    | Испания                      | 26:49.49  | NR         |
| 10    | Адриан Вилдсхютт      | ЮАР                          | 26:50.64  | NR         |
| 11    | Даниэль Матейко       | Кения                        | 26:50.83  |            |
| 12    | Нико Янг              | США                          | 26:58.11  |            |
| 13    | Джимми Грессье        | Франция                      | 26:58.67  | NR         |
| 14    | Николас Кипкорир      | Кения                        | 27:23.97  |            |
| 15    | Мерхави Мебрахту      | Эритрея                      | 27:24.25  |            |
| 16    | Уильям Кинкейд        | США                          | 27:29.40  |            |
| 17    | Бирхану Балев         | Бахрейн                      | 27:30.94  | SB         |
| 18    | Джамаль Эйса-Мохаммед | Олимпийская сборная беженцев | 27:35.92  | PB         |
| 19    | Исаак Кимели          | Бельгия                      | 27:51.52  |            |
| 20    | Дзюн Касаи            | Япония                       | 27:53.18  |            |
| 21    | Ив Нимубона           | Руанда                       | 27:54.12  | PB         |
| 22    | Мартин Кипротич       | Уганда                       | 28:20.72  | PB         |
| 23    | Абдессамад Ухельфен   | Испания                      | 28:21.90  |            |
| 24    | Томоки Ота            | Япония                       | 29:12.48  |            |
| 25 !  | Янн Шрюб              | Франция                      | DNF       |            |
| 26 !  | Родриг Квизера        | Бурунди                      | DNS       |            |
| 26 !  | Селестин Ндикумана    | Бурунди                      | DNS       |            |